# Jüdischer Friedhof (Liegnitz)

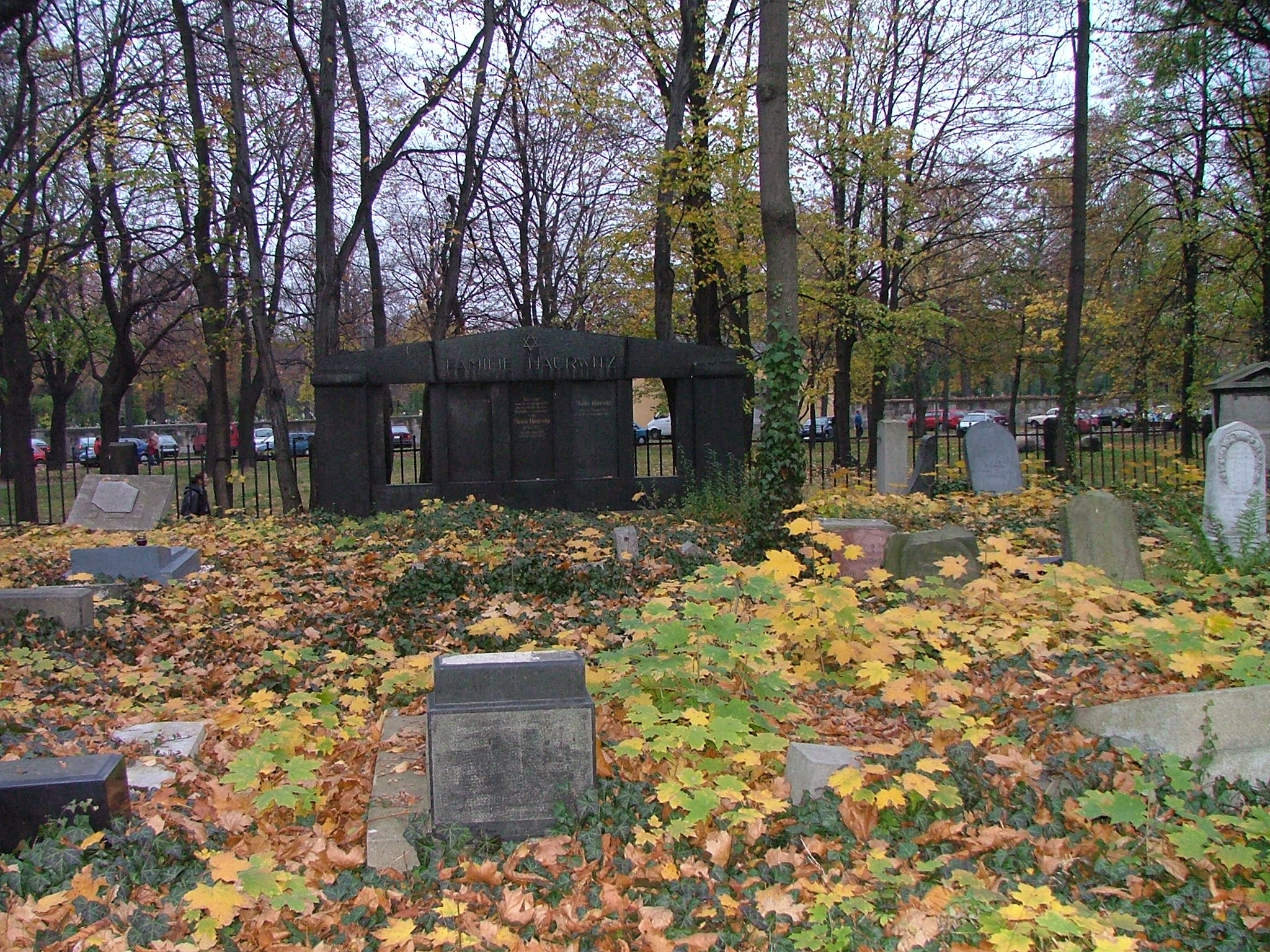
Jüdischer Friedhof in Liegnitz

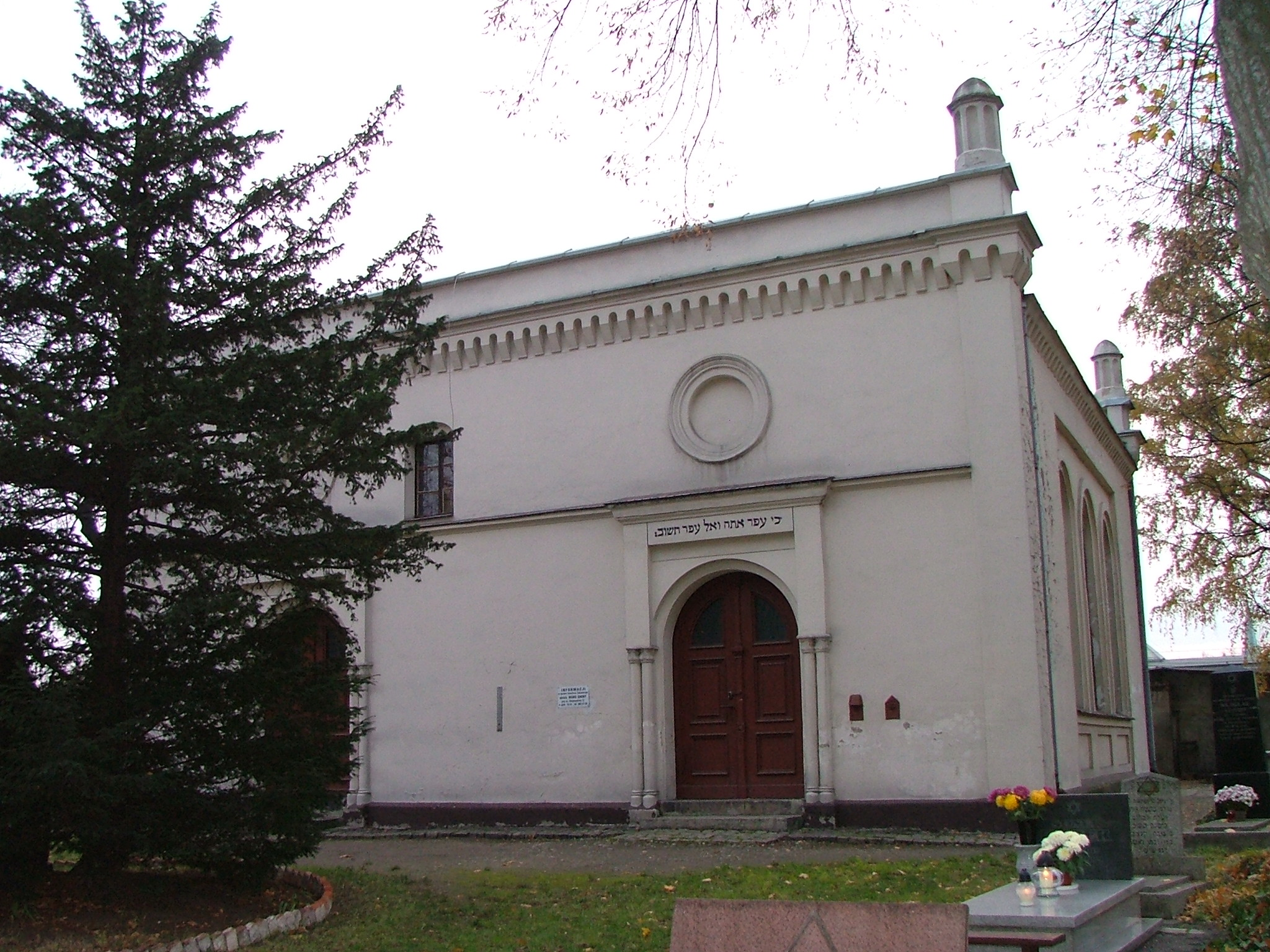
Trauerhalle

Der Jüdische Friedhof in Liegnitz (polnisch Legnica), einer Stadt in der Woiwodschaft Niederschlesien im südwestlichen Polen, wurde in den 1830er Jahren angelegt. Der Jüdische Friedhof in der ul. Wrocławska 106 ist ein geschütztes Kulturdenkmal.
Der Friedhof wurde Mitte der 1920er Jahre erweitert. Die repräsentative Trauerhalle im neoromanischen Stil wurde 1877 erbaut.
Der jüdische Friedhof in Liegnitz hat die Zeit des Nationalsozialismus fast unbeschadet überstanden; auch die Trauerhalle blieb erhalten. Heute sind noch circa 500 Grabsteine vorhanden.